# Ernesto Gil Elorduy
José Ernesto Gil Elorduy (Ciudad de México, 18 de septiembre de 1943) es un político mexicano, miembro del Partido Revolucionario Institucional (PRI). Tiene una dilatada carrera política en el estado de Hidalgo, en la que ha sido diputado local, federal, senador y presidente municipal de Pachuca.

## Biografía
Es licenciado en Derecho egresado de la Universidad Nacional Autónoma de México. Miembro del PRI desde 1962, sus primeros cargos públicos como abogado en el departamento jurídico en la entonces Secretaría de Industria y Comercio y en la dirección jurídica del Registro Federal de Automóviles de 1965 a 1967. De 1967 a 1969 fue jefe del departamento de ejecución fiscal en la Tesorería del municipio de Naucalpan de Juárez, estado de México, y de 1970 a 1971 representante del PRI ante la Comisión Local Electoral de Naucalpan y jefe de departamento administrativo en Aeropuertos y Servicios Auxiliares.
De 1972 a 1975 fue secretario de acuerdos en la secretaría privada del presidente de la República Luis Echeverría Álvarez, llegando a ser secretario privado del mismo presidente, de 1975 a 1976. De 1977 a 1979 se desempeñó como maestro en el Instituto de Capacitación Política del PRI, y del mismo año a 1081 fue delegado del partido en estados como Morelos, Chiapas, Sinaloa, Hidalgo y Campeche, así como integrante de la Secretaría de Acción Política y Coordinación Legislativa del comité ejecutivo nacional.
En 1979 fue elegido por primera ocasión diputado federal, representando al Distrito 2 de Hidalgo en la LII Legislatura que concluyó en 1982; en ésta ocupó los cargos de secretario de la mesa directiva en el periodo de 1979 a 1981; presidente de la comisión de Comunicaciones y Transportes; e integrante de la Gran Comisión; así como secretario de la comisión de Gestoría y representante del Congreso ante la Comisión Federal Electoral. De 1982 a 1982 fue también representante del gobierno de Hidalgo en la Ciudad de México.
Al término de su diputación en 1982, fue electo senador suplente en la segunda fórmula por el estado, siendo el senador propietario Adolfo Lugo Verduzco, que además era presidente nacional del PRI; del mismo 1982 a 1983, Gil Elorduy fue presidente estatal del PRI en Hidalgo y de 1983 a 1984 secretario adjunto al presidente nacional del PRI, que como vimos, era Adolfo Lugo Verduzco. 
En 1984 fue postulado candidato del PRI a presidente municipal de Pachuca en las elecciones de ese año, resultado electo y asumiendo el cargo para el periodo de 1985 a 1988. Sin embargo, en 1987 Adolfo Lugo Verduzco fue electo Gobernador de Hidalgo —de quien Gil Elorduy era suplente en el Senado—, y en consecuencia solicitó licencia al Ayuntamiento, pero no para sustituirlo en la senaduría, sino para ser Secretario General de Gobierno de su administración estatal; debido a ello, la segunda senaduría del estado de Hidalgo permaneció vacante hasta el fin del periodo constitucional en 1988. Ernesto Gil Elorduy fue secretario de Gobierno hasta 1991.
Dejó la secretaría de Gobierno para ser por segunda vez candidato a diputado federal, siendo electo a la LV Legislatura de 1991 a 1994 por el Distrito 3 de Hidalgo; y en donde fue coordinador de los diputados del estado de Hidalgo. Simultáneamente, entre 1992 y 1994 ocupó los cargos de subsecretario de Acción Electoral, y de Derecho Electoral, del comité nacional del PRI.
Posteriormente pasó a laborar en la Secretaría de Gobernación, en donde durante 1995 fue director general de supervisión de los Servicios de Protección Ciudadana y luego subdirector general jurídico y de asuntos laborales de Ferrocarriles Nacionales de México. En 1996 se desempeñó como secretario ejecutivo del Sistema Nacional de Seguridad Pública. 
De 1997 a 1998 fue secretario del Sistema de Educación Pública en el gobierno de Hidalgo, en la administración del gobernador Humberto Lugo Gil. En 1999 fue elegido diputado a la LVII Legislatura del Congreso del Estado de Hidalgo por el distrito 1 local, y en el que fue presidente del Congreso. 
No terminó su periodo, separándose del cargo en 2000 para ser candidato al Senado en primera fórmula, logrando la victoria y siendo electo para las Legislaturas LVIII y LIX de 2000 a 2006. En ellas fue secretario de la comisión de la Medalla Belisario Domínguez; e integrante de las comisiones de Derechos Humanos, de Desarrollo Social; de Desarrollo Urbano y Ordenación Territorial; y de Relaciones Exteriores. Permaneció en el cargo hasta el 24 de junio de 2006 en que recibió licencia definitiva al mismo, para ser comisionado de la Comisión Federal de Telecomunicaciones, cuyo periodo concluyó en 2013.
De 2013 a 2016 fue por segunda vez diputado al Congreso de Hidalgo, esta vez por representación proporcional a la LXII Legislatura y en que la fue presidente de la Junta de Gobierno. Al término de este, de 2016 a 2018 fue jefe de unidad en la Secretaría General del Senado de la República.